# Semoventi d'artiglieria campale statunitensi
L'evoluzione delle artiglierie semoventi per l'US Army, iniziata alla fine degli anni trenta, è stata influenzata sia dalla dottrina d'impiego delle artiglierie nell'ambito della guerra corazzata, sviluppata dai quadri superiori dell'esercito nel corso del secondo conflitto mondiale, ma anche dalla tecnologia dell'industria meccanica e motoristica statunitense e dalle necessità logistiche della proiezione di potenza fuori dal proprio continente degli Stati Uniti.

## Evoluzione tecnica e dottrinale
Lo studio dell'impiego di scafi cingolati autopropulsi per far muovere le artiglierie sul campo di battaglia da parte dell'esercito statunitense risale al 1919, tuttavia fino alla metà degli anni trenta non erano disponibili negli Stati Uniti scafi adatti alla necessità. D'altra parte, considerando le prevedibili necessità belliche, negli Stati Uniti vennero effettuati attenti studi sui mezzi semoventi prodotti in Europa, particolarmente quelli prodotti in Francia da Schneider e St. Chamond, tali veicoli, provati ampiamente nel periodo successivo alla prima guerra mondiale, erano considerati troppo pesanti ed incapaci di muovere su terreno soffice. D'altra parte gli studi proseguirono, in base alla considerazione del fatto che per trasportare in Europa (probabile scenario di una nuova guerra per gli Stati Uniti) un trattore, impegnando un tonnellaggio di circa 20 t ed un volume di circa 10 m³, si risparmiava il trasporto di circa 20 cavalli a pieno carico e della relativa truppa logistica e che il peso logistico per un reggimento a traino animale era di 14,7 t/d contro solo 3,6 t/d per un reggimento meccanizzato.
Successivamente alla prima guerra mondiale furono realizzati veicoli sperimentali con armamento che variava da 75 mm a 8 in (203 mm) di calibro, sia su scafi di trattori Holt sia su scafi appositamente progettati da J. Walter Christie. Fu realizzato anche un prototipo di semovente su scafo prima Holt, poi Caterpillar Mk IV, che montava l'obice M1918 240 mm, e che rappresentò il massimo calibro di arma autopropulsa studiato per l'US Army, realizzato successivamente (1945) solo nei 5 esemplari del T92. Tutti questi mezzi furono realizzati o solo come prototipi on in un numero estremamente limitato di esemplari, tuttavia tutti furono sottoposti ad un'ampia gamma di prove per verificarne le capacità di movimento sul campo di battaglia.
Verso la fine degli anni trenta l'incombere della guerra accelerò il processo per lo studio di scafi cingolati adatti all'impiego come semoventi. Gli scafi furono principalmente derivati da quelli dei carri armati più diffusi nell'esercito, cioè gli M3 e M4. I primi semoventi utilizzavano come armamento principale l'obice da 105 mm, ma, già verso la fine della seconda guerra mondiale, erano in servizio semoventi con cannoni da 155 mm e obici da 240 mm. Caratteristica comune a tutti questi semoventi era il fatto di non avere una copertura superiore (cioè erano open top secondo la terminologia anglosassone), dato che i loro canoni di impiego ne prevedevano l'uso come artiglieria, non in prima linea come i cannoni d'assalto (Sturmgeschütz) tedeschi.

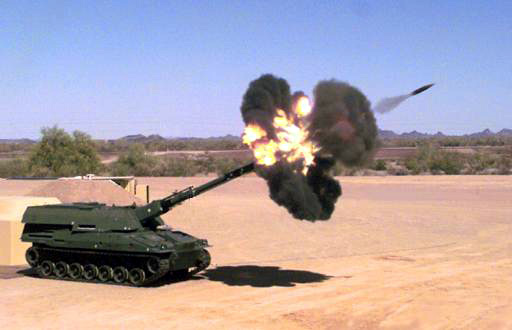
Prova a fuoco del prototipo XM2001 Crusader

Successivamente alla seconda guerra mondiale i semoventi statunitensi, dopo la constatazione della loro efficacia sul campo di battaglia, aumentarono il calibro dell'armamento fino ad avere cannoni da 175 mm ed obici da 8 in (203 mm), successivamente, nel corso degli anni cinquanta, si manifestò la necessità di permettere alle artiglierie di operare in ambiente contaminato, quindi fu necessario proteggere i serventi nel corso delle operazioni con una blindatura leggera, dato che il loro impiego tattico prevedeva comunque che fossero tenuti distanti dal fuoco nemico.
Successivamente all'impegno dell'esercito statunitense in Vietnam ed alle esperienze della guerra dello Yom Kippur la teoria di impiego delle forze terrestri negli Stati Uniti prevedeva l'impiego delle unità statunitensi su posizioni profonde, ma solo su fronti dello spessore di pochi chilometri, concetto che riduceva molto il valore operativo delle unità mobili, mettendo in evidenza soprattutto l'azione di fuoco (tattica) per rompere l'attacco nemico. Già nel 1982 questi concetti erano superati dalla Airland Battle 2000, che prevedeva un impiego delle forze a profondità operativa (10–20 km). Nell'Airland Battle 2000 le avanguardie nemiche devono essere inizialmente bloccate e successivamente distrutte con la concentrazione delle artiglierie divisionali (il corpo d'armata era l'unità operativa, mentre le divisioni venivano coordinate ed avevano i compiti di direzione sul terreno).
Lo sviluppo più recente, il programma Crusader, cercava di mettere in un solo scafo tutte le esigenze, inclusa quella di una elevata protezione, ma ha raggiunto le 55 tonnellate e ad un certo punto, dopo aver cercato di riprogettarlo per appena 40t di peso complessivo, è stato abbandonato, anche a causa dell'elevato costo produttivo, previsto in 25 milioni di dollari per ogni esemplare.

## Principali semoventi utilizzati dall'US Army
Il primo semovente che ebbe una larga diffusione dopo l'inizio della seconda guerra mondiale fu l'M7 Priest, basato sull'obice divisionale da 105mm M2 e sullo scafo prima del carro armato M3 (M7) e successivamente dell'M4 Sherman (M7B1). Il semovente era fornito, per la difesa ravvicinata, di una mitragliatrice Browning M2 di 0,5 in (12,7 mm) di calibro. La produzione degli M7 fu effettuata dalla American Locomotive Company e dalla Federal Machine and Welder, mentre quella degli M7B1 fu effettuata dalla Pressed Steel Car Company.

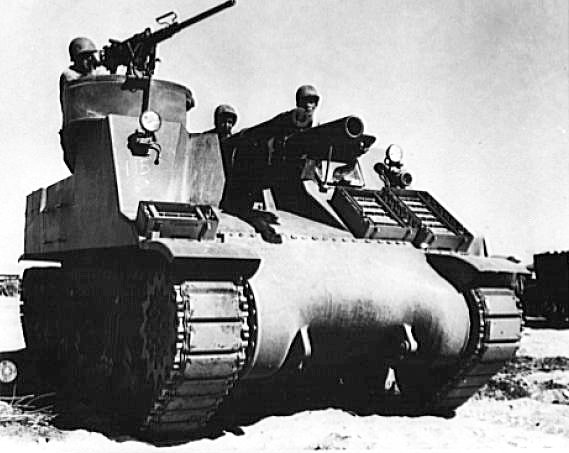
M7 Priest

Successivamente alla seconda guerra mondiale (1946) fu realizzato il semovente M37 105 mm, armato con l'obice M4 utilizzando lo scafo del carro leggero M24 Chaffee per contenere i pesi, ridotti a circa 20 t rispetto alle 23 t dell'M7. Il maggiore vantaggio dell'M37 nei confronti dell'M7 tuttavia era la capacità di portare 126 colpi da 105 mm rispetto ai 69 dell'M7.
Sebbene l'obice MA1 da 105 mm fosse un'arma affidabile ed economica, aveva una gittata di 11 km con una granata del peso di 19 kg, per l'impiego previsto dell'artiglieria nella seconda guerra mondiale i valori sia di gittata sia di potenza erano sufficienti per l'artiglieria divisionale, ma non soddisfacevano i requisiti per l'artiglieria di corpo d'armata, quindi negli ultimi anni della guerra venne progettata una serie di semoventi armati con bocche da fuoco più potenti e privi di protezione (M12 e M41) o capaci di proteggere i serventi solo dal tiro di armi leggere (M40).

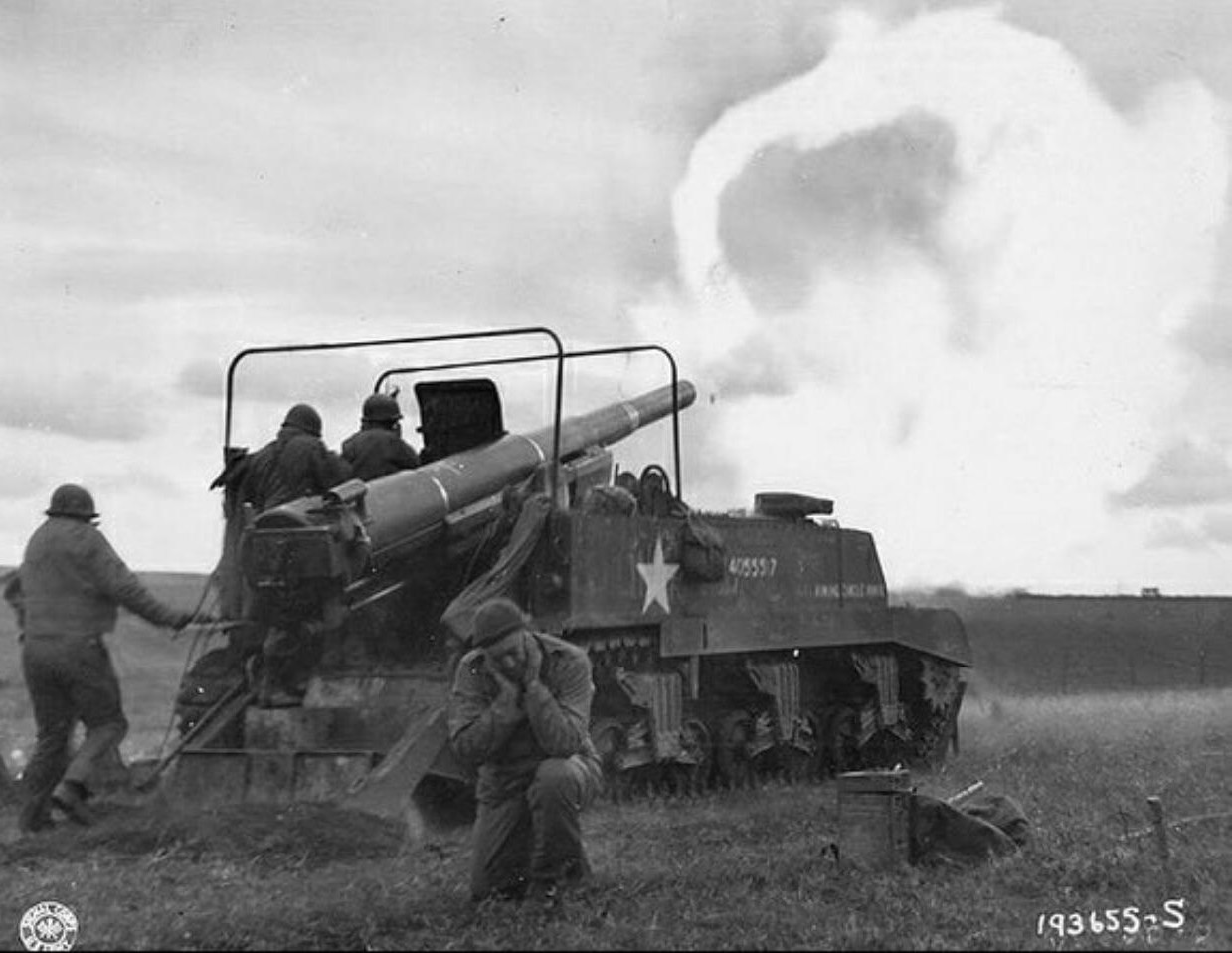
M12

Per l'artiglieria di corpo d'armata negli anni finali della seconda guerra mondiale venne progettato un semovente capace di sopportare il tormento imposto da un cannone da 155 mm, tale semovente, basato sullo scafo del carro M4 utilizzò vari modelli del cannone, partendo dall'M1917 fino all'M1918M1. Dal punto di vista tattico questo veicolo dimostrò il suo maggior limite nella capacità di trasportare solo 10 colpi di pronto impiego, per cui fu necessario lo sviluppo di un veicolo d'accompagnamento per il trasporto delle munizioni (T30).

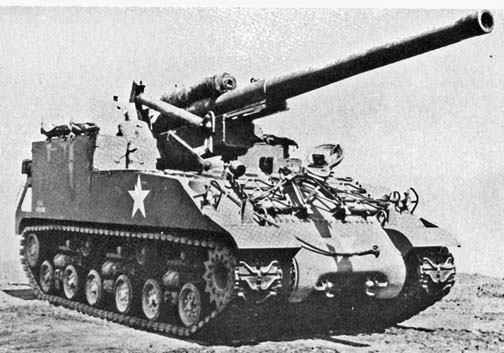
M40

Successivamente all'M12 nel 1944 venne posto in linea il semovente M40 (M40 Gun Motor Carriage), armato con il cannone M2 da 155 mm e basato sullo scafo del carro M4A3E8, quindi con il sistema di sospensioni HVVS ed i cingoli progettati per tale sistema. Considerando il notevole ingombro dell'arma (la canna era lunga 7 m e pesava, con l'otturatore, circa 4500 kg) il veicolo era in grado di trasportare solo quattro membri dell'equipaggio, mentre i restanti quattro dovevano muovere su veicoli ausiliari. Il carico di colpi utili era aumentato a 20 colpi, che, con la cadenza di tiro prevista (40 colpi/h) permetteva solo 30 min di fuoco.

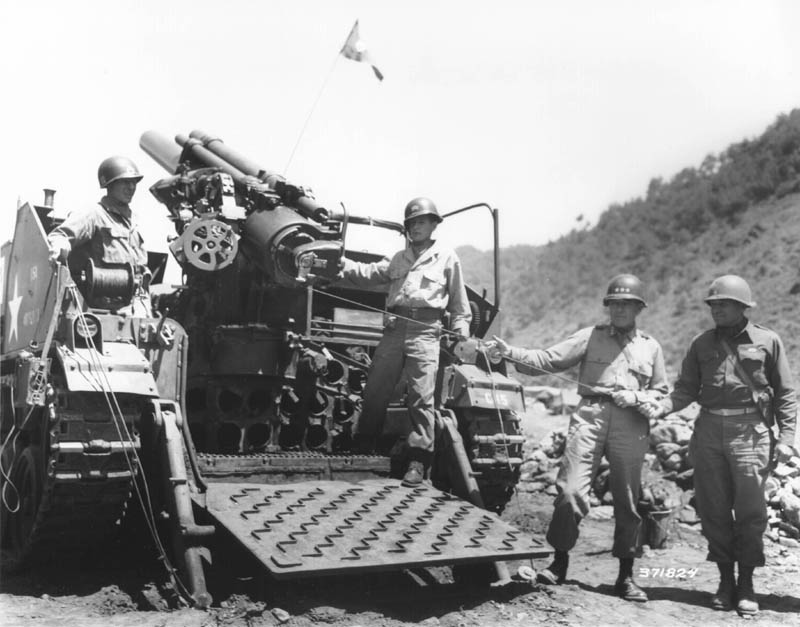
M41 in azione in Corea

Nel corso del 1945 venne prodotto l'M41, chiamato talvolta Gorilla. Utilizzava lo scafo del carro leggero M24 Chaffee armato con l'obice M1 da 155 mm in postazione non protetta. Costruito in 85 esemplari dalla Massey-Harris Company fu utilizzato nella guerra di Corea.

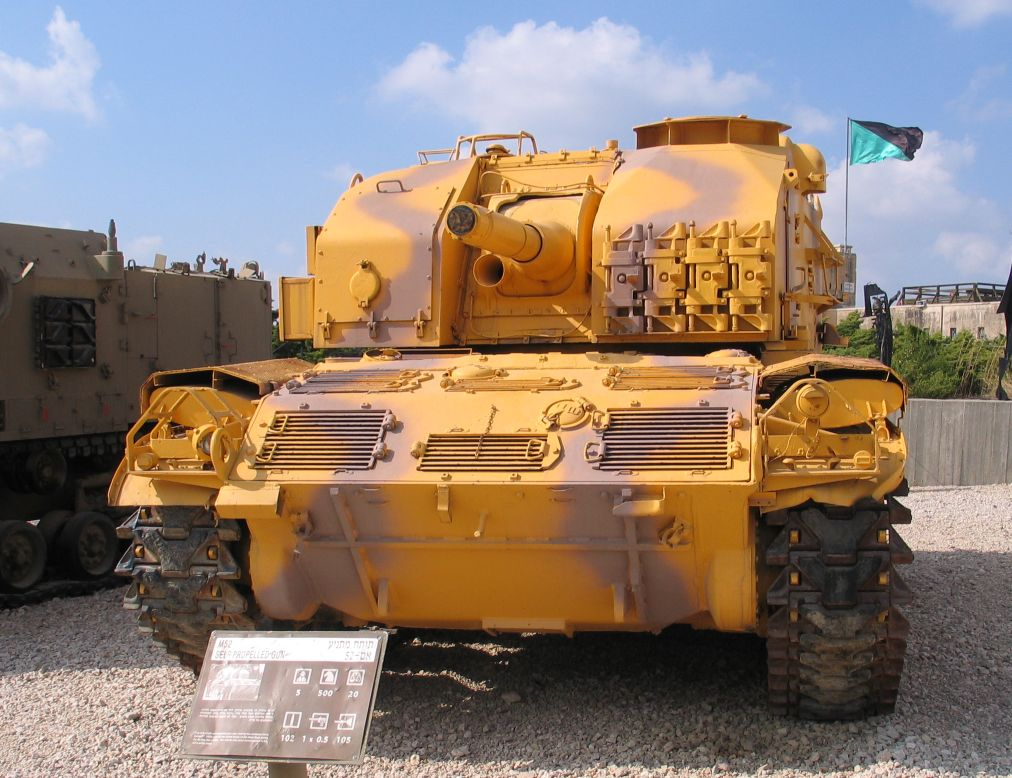
M52 del museo di Latrun

Nel corso degli anni cinquanta, l'evoluzione dei semoventi portò all'utilizzo di scafi realizzati in funzione dei semoventi stessi, sebbene utilizzassero, nei limiti del possibile, gli stessi componenti principali (in primo luogo i motori) dei carri armati dell'epoca. Il semovente M44 (armato con l'obice 155 mm) e M52 (armato con l'obice da 105 mm) utilizzavano lo scafo ed il motore modificati del carro leggero M41 Walker Bulldog mentre l'M53 (armato con l'obice da 155 mm) utilizzava lo scafo del carro medio M48, anche questo con estensive modifiche. Caratteristica comune di tutti questi veicoli era la protezione completa per l'equipaggio, dovuta alla necessità di poter operare in ambiente soggetto ad attacchi con armi nucleari, questa maggiore protezione comportò un notevole aumento dei pesi (dai 19500 kg dell'M41 ai 45000 kg dell'M53).

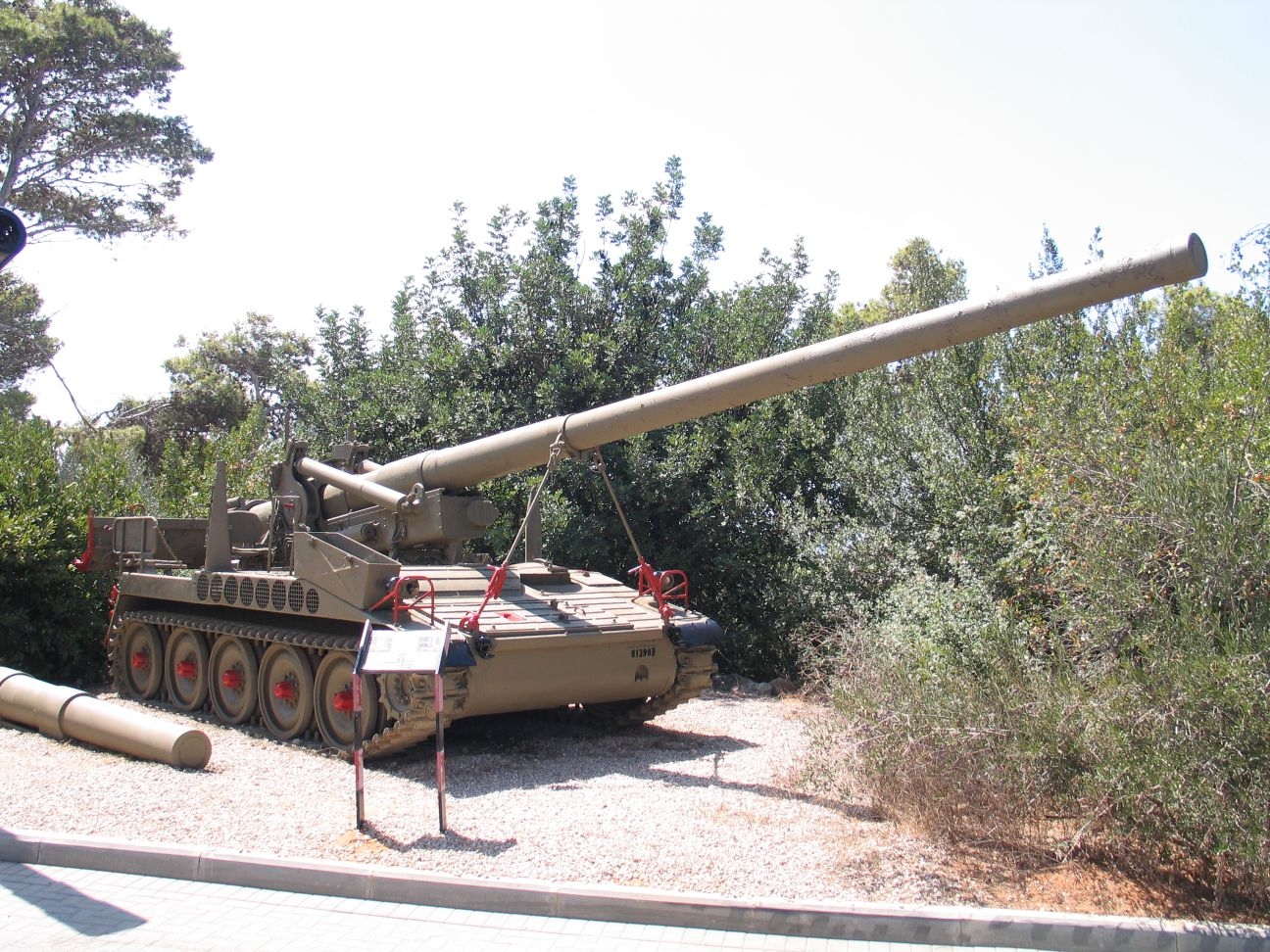
M107 israeliano

Nel corso degli '60 entrarono in servizio i carri armati M47M e M48, che segnarono il passaggio dall'uso del motore a benzina all'uso del motore Diesel per i carri armati statunitensi, per ovvi motivi logistici anche gli altri veicoli operanti nelle divisioni corazzate dovevano avere motorizzazioni simili, quindi fu sviluppata una nuova generazione di semoventi, con propulsione diesel.

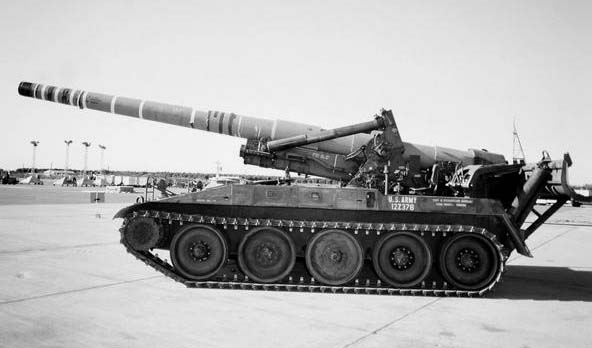
M110 base, a Yuma, 1975

I semoventi M107 e M110 utilizzavano lo stesso scafo, armato con il cannone M113 175 mm per l'M107 e con l'obice M2A1 8 in (203 mm) per l'M110. Gli scafi erano totalmente privi di protezione, in quanto il loro utilizzo (artiglierie di corpo d'armata) non prevedeva il contatto diretto con le forze nemiche, ma l'utilizzo a distanza da fronte.

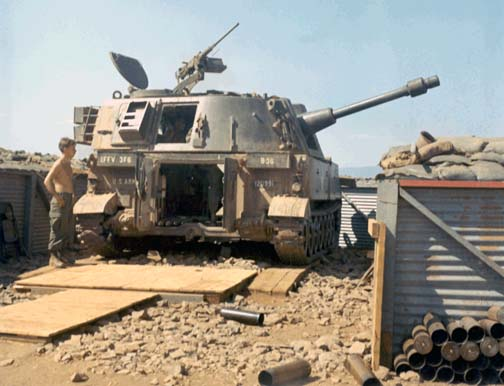
M108 in Vietnam

Mentre l'artiglieria di corpo d'armata si sviluppava riducendo drasticamente la protezione, l'artiglieria divisionale, che doveva operare a minore distanza dal fronte, conservava il concetto di protezione totale, proteggendo tutto l'equipaggio in una torretta ruotante, utilizzando tuttavia in larga misura leghe di alluminio per ridurre il peso globale del veicolo. Queste considerazioni portarono al semovente M108, armato con un obice M103 da 105 mm, sempre in considerazione dell'impiego tattico questo mezzo era fornito di una mitragliatrice Browning M2 12,7 mm per la difesa ravvicinata.

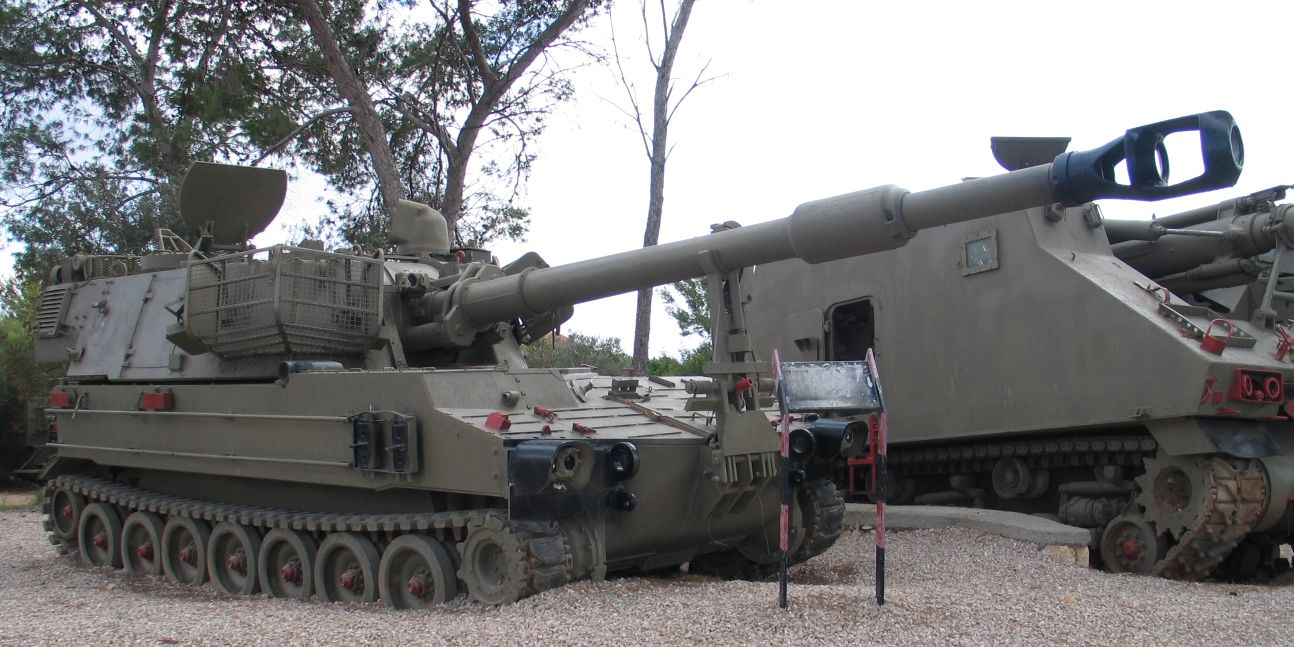
M109 israeliano ammodernato

Contemporaneamente a questi ultimi semoventi veniva studiato anche un nuovo semovente armato con un obice da 155 mm, l'M109, che con un peso complessivo di soli 18500 kg, era in grado di offrire protezione a tutto l'equipaggio in una torretta ruotante per 360°, in cui l'obice M126 155 mm forniva una capacità di armamento nucleare oltre a quella convenzionale, il semovente, successivamente sviluppato nei Modelli M109A1 (armato con l'obice M185, in sostanza un M126 con la canna allungata), M109A2 e M109A3 (con modifiche limitate nei confronti dei modelli precedenti, il principale dei quali era l'aumento dei colpi disponibili a bordo a 36) M109HIP (Howitzer Improvement Program - programma di miglioramento degli obici), che aggiornò i sistemi di armamento dei modelli preesistenti.
Nel 1959 venne provato ad Aberdeen (Aberdeen Proving Ground) la versione statunitense del MBT70 (Main Battle Tank 70), che avrebbe dovuto sostituire i carri armati NATO dell'epoca nel corso degli anni settanta. Il nuovo carro presentava un gran numero di caratteristiche rivoluzionarie per l'epoca, come il motore policarburante con rapporto di compressione variabile e le sospensioni ad assetto variabile. Questo prototipo arrivò alla produzione di serie solo il 28 febbraio 1981, con la denominazione di M1 Abrams. Le nuove caratteristiche del carro armato richiedevano nuove caratteristiche per i mezzi che l'accompagnavano sul campo di battaglia, e, fra questi, anche per i semoventi, ed in particolare per i semoventi di artiglieria campale, che tatticamente sono quelli che operano più prossimi alla prima linea. In particolare nel 2008 è stato presentato il nuovo XM1203 Nlos-c (NLOS - Not Line Of Sight, cioè operante fuori dalla vista del nemico, c - cannon), che presenta caratteristiche molto innovative come i cingoli in plastica e la corazzatura totalmente attiva. L'entrata in servizio del semovente derivato dal prototipo, è prevista per il 2015.